# Ruzi Ying
Ruzi Ying (chiń. trad. 孺子嬰; pinyin Rúzi Yīng, dosł. dziecko-niemowlę Ying; ur. 5, zm. 25) – oficjalny następca tronu cesarskiego z dynastii Han, panujący w latach 6 do 9 n.e.
Kiedy w roku 6 zmarł cesarz Pingdi, który był ostatnim żyjącym potomkiem cesarza Yuandi, sprawujący faktyczną władzę w państwie Wang Mang został zmuszony do wybrania cesarza spośród potomków cesarza Xuandi. Było wśród nich pięciu królów (wang) i blisko pięćdziesięciu markizów (hou). Gdyby cesarzem została dorosła i kompetentna osoba władza Wang Manga zakończyłaby się, dlatego wybrał on praprawnuka Xuandi, urodzonego w 5 roku n.e. Liu Yinga. Nie został on oficjalnie cesarzem, lecz 17 kwietnia 6 roku ogłoszono go następcą tronu.
Krok ten wywołał niezadowolenie wśród członków dynastii Han i wybuchło kilka buntów przeciwko Wang Mangowi, które jednak ten z łatwością stłumił. 10 stycznia 9 roku Wang Mang ogłosił koniec rządów dynastii Han i wstąpił na tron jako pierwszy cesarz nowej dynastii Xin. Ruzi Ying został usunięty ze swojego stanowiska. Trzymany w odosobnieniu poślubił potem wnuczkę Wang Manga. Ostatecznie zginął zamordowany przez wojska Liu Xuana.